# Kasteel van Mayenne

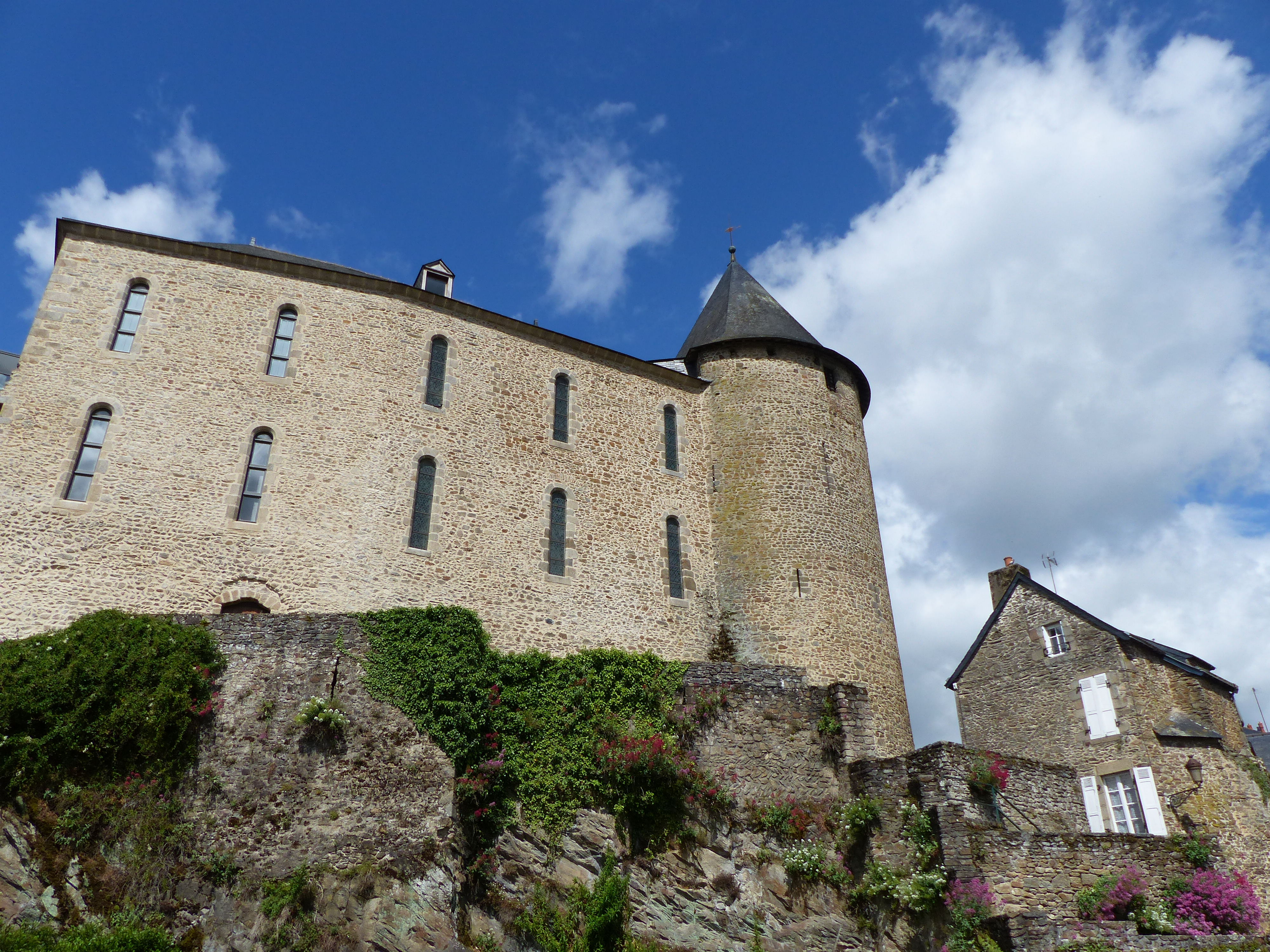
Het kasteel gezien vanop de rivier

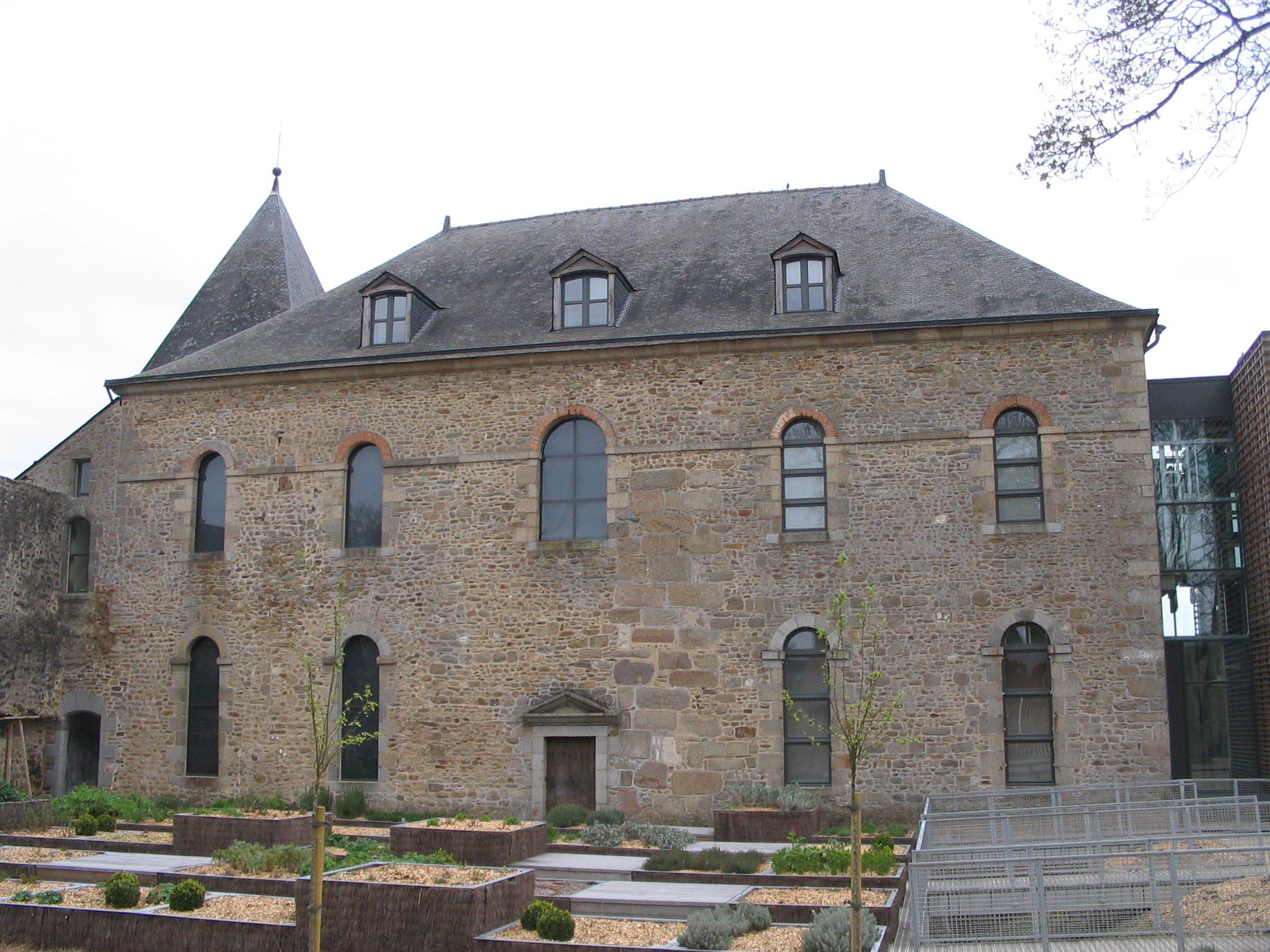
Het kasteel gezien vanuit de tuinen

Het kasteel van Mayenne is een middeleeuwse burcht in de Franse stad Mayenne. Het kasteel herbergt een museum.

## Geschiedenis
De oudste sporen van permanente bewoning dateren uit de 7e eeuw. Het ging om een voorname woning op een rotsachtige verhoging nabij een oversteek over de Mayenne, die al gebruikt werd in de Gallo-Romeinse periode. Het kasteel van Mayenne werd voor het eerst vermeld in 778. Eerst was er een houten Karolingische burcht met daarrond een aarden omwalling. In de 9e eeuw werd Maine regelmatig aangevallen vanuit Bretagne. De eerste, houten burcht werd rond 920 door de graven van Maine vervangen door een stenen kasteel met een grote vierkanten toren en de aarden omwalling maakte plaats voor een stenen muur. In de 11e eeuw werd Mayenne een heerlijkheid. In Maine werd oorlog gevoerd tegen Anjou en Normandië. In 1063 werd het kasteel afgebrand door Willem de Veroveraar.
In de 12e eeuw onderging het kasteel uitgebreide veranderingen. De structuur van het gebouw bleef onveranderd, maar er werd een verdieping bij gebouwd en er kwamen ook nieuwe bijgebouwen. In de 13e eeuw werd het kasteel verder versterkt en werd er een voorburcht gebouwd. In de noordoostelijke hoek kwam er een grote toren. Na het uitsterven van het huis Mayenne in 1220 bij de dood van Juhel II van Mayenne verbleven de heren van Mayenne steeds minder in het kasteel. In 1360 kwam het kasteel in handen van de hertogen van Anjou en verloor het definitief zijn woonfunctie. Er was enkel nog een garnizoen gelegerd in het kasteel. Tijdens de Honderdjarige Oorlog werd het kasteel tot tweemaal toe ingenomen door de Engelsen. Het kasteel werd verder aangepast aan de nieuwe krijgstechnieken met stellingen waar kanonnen konden worden geplaatst. Vanaf de 17e eeuw had het kasteel geen militaire functie meer. De voorburcht werd veranderd in een park en verschillende gebouwen en toren van het kasteel werden gesloopt. Vanaf die periode en dit tot 1936 deed het kasteel dienst als gevangenis. Daarna werd het kasteel eigendom van de gemeente.
In 1993 werden bij werken gewelven uit de Karolingische tijd ontdekt. Tussen 1996 en 1998 vond er een uitgebreid archeologisch onderzoek plaats. In het kasteel is sinds 2008 een oudheidkundig museum.

## Museum
In 2008 werd de collectie van het Musée de Mayenne, dat geopend werd in 1865 maar gesloten in 1975, ondergebracht in het kasteel van Mayenne. Deze collectie bestaat uit vondsten uit de omgeving van Mayenne. Zo worden er Romeinse munten tentoongesteld die in de 19e eeuw werden opgevist uit de rivier. Deze munten werden in de Mayenne geworpen bij de oversteek van de rivier. Deze collectie werd aangevuld met archeologische vondsten gedaan in het kasteel zelf en met middeleeuwse voorwerpen uit de collectie van het departement Mayenne.

## Afbeeldingen

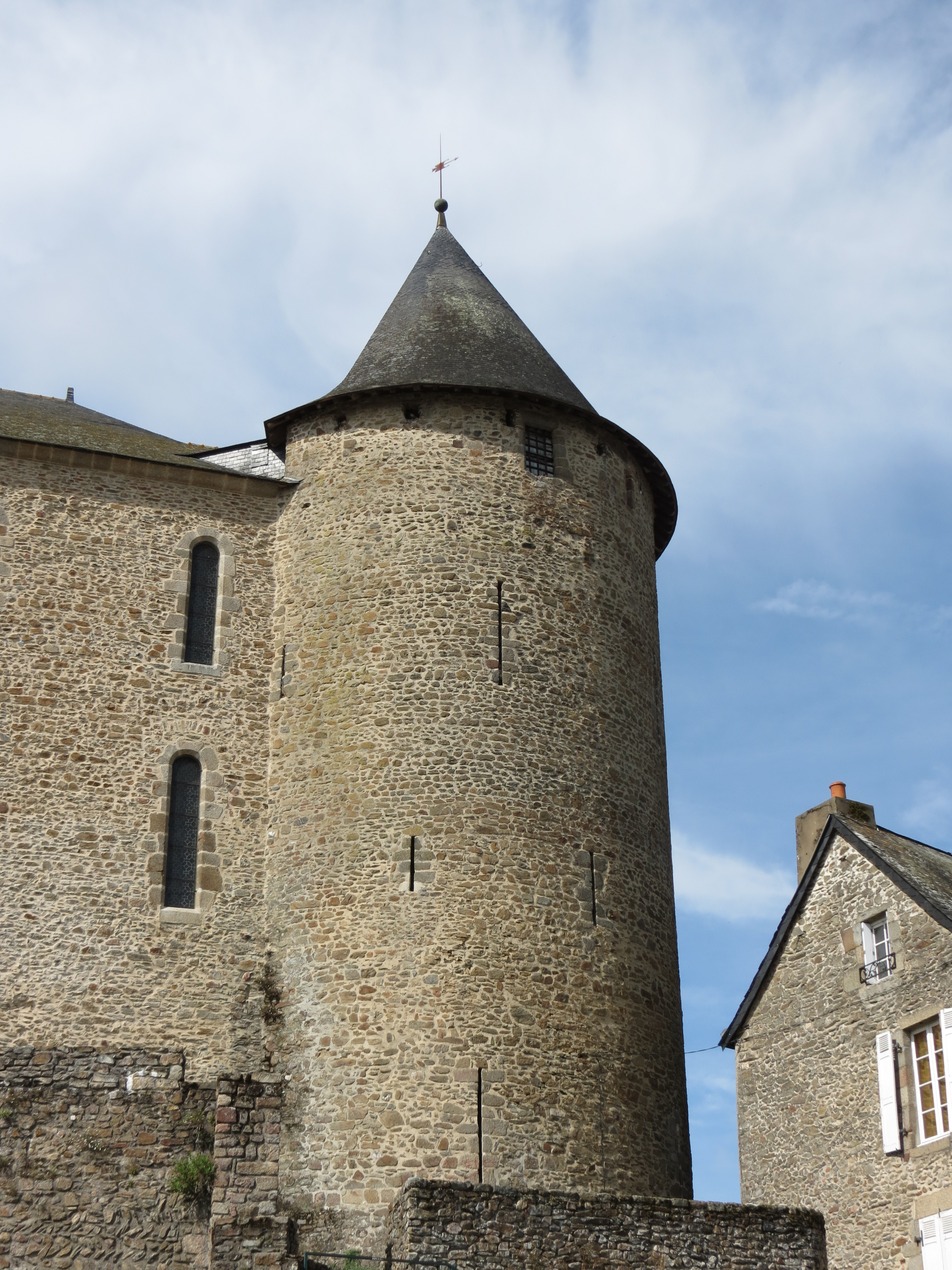
Hoektoren
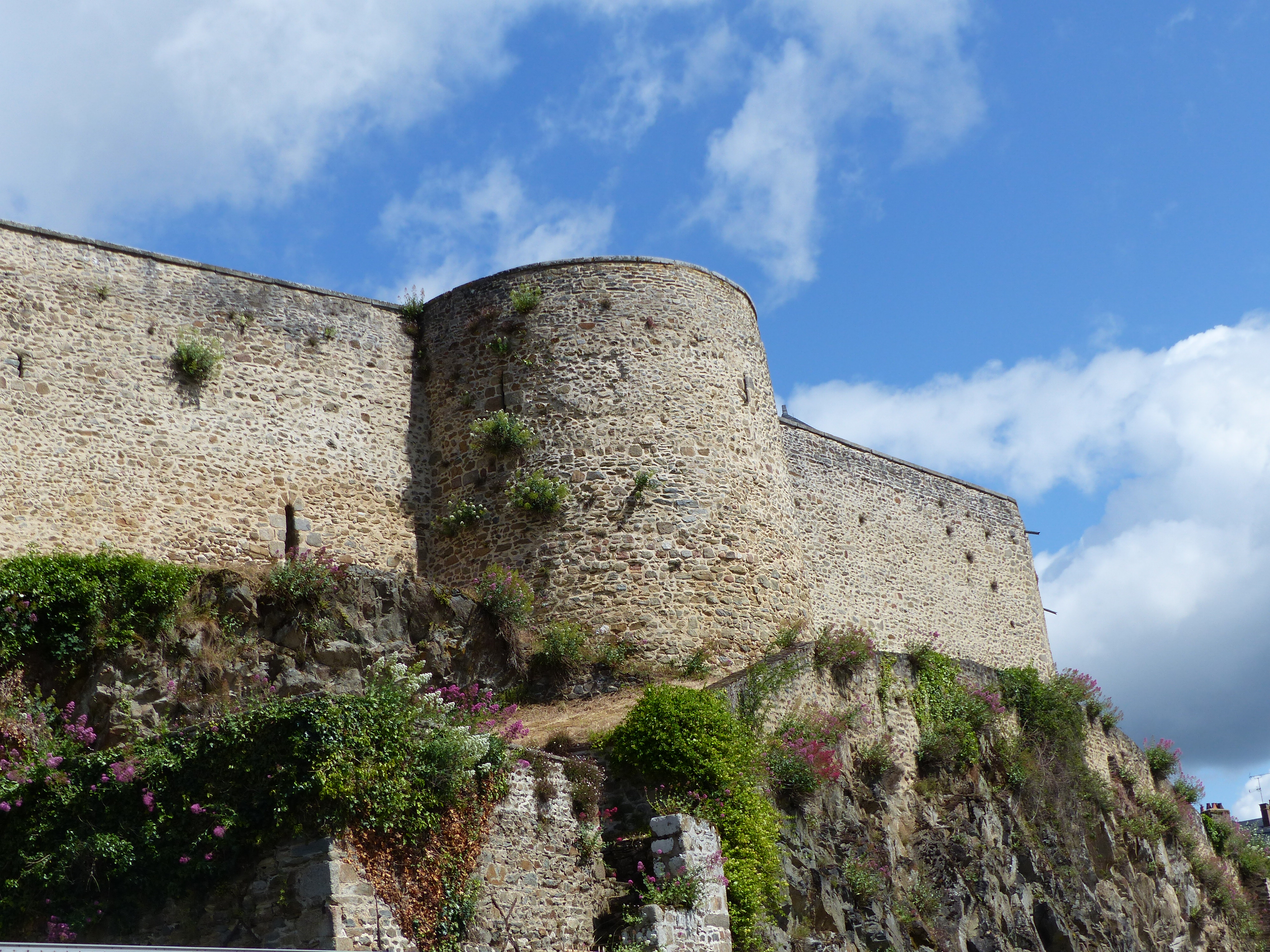
Buitenmuur
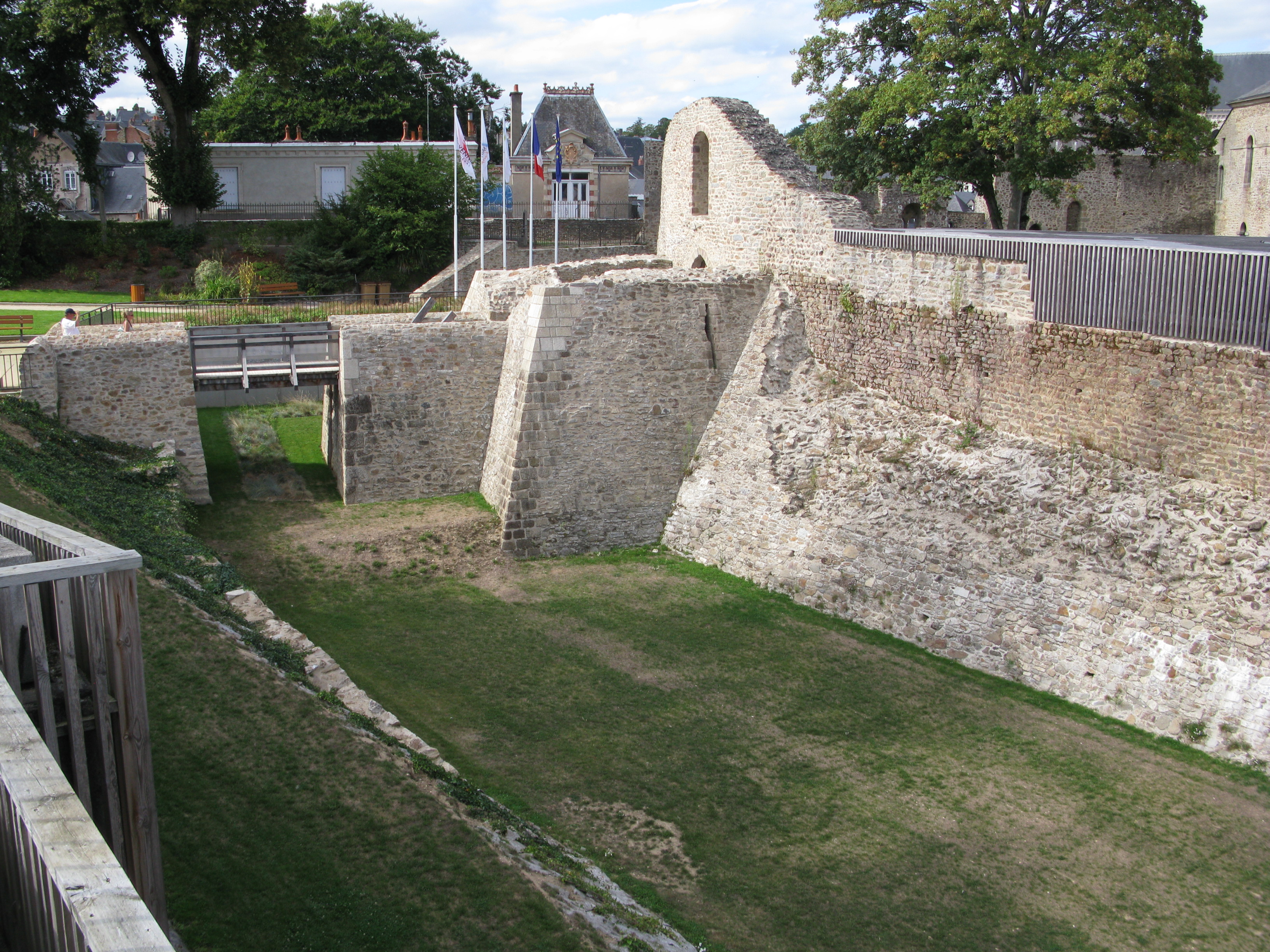
Grachten
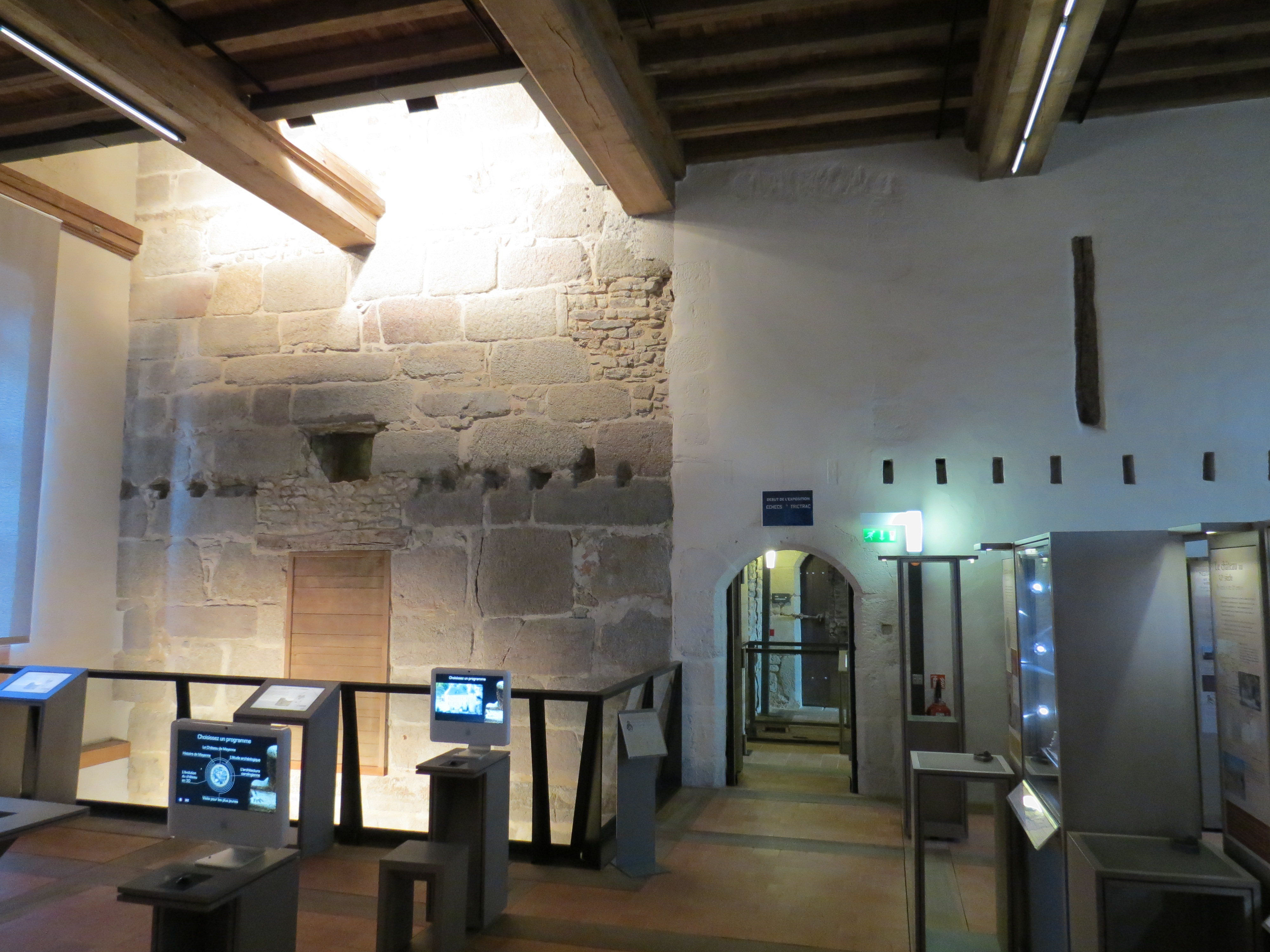
Interieur
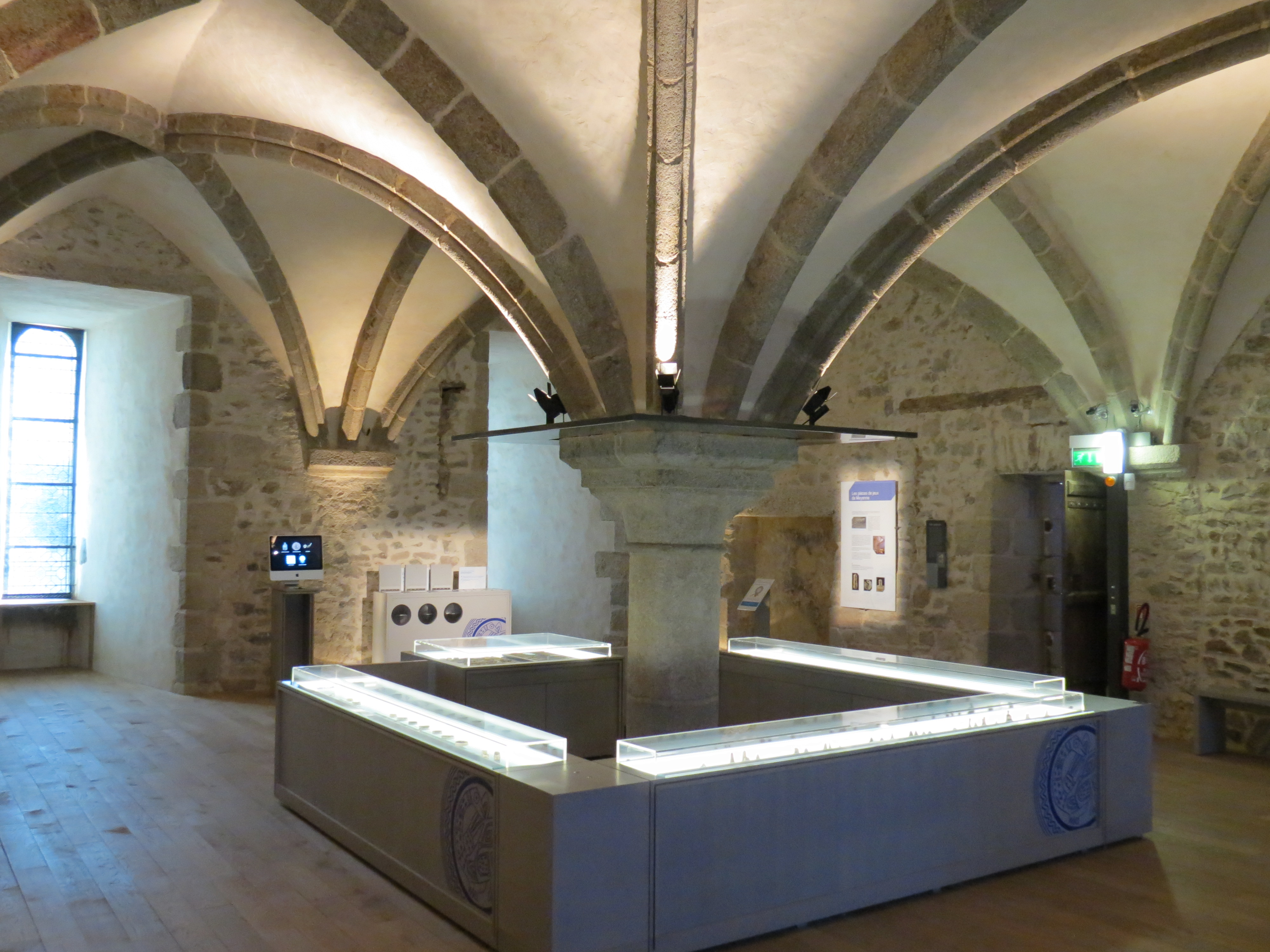
Gewelven
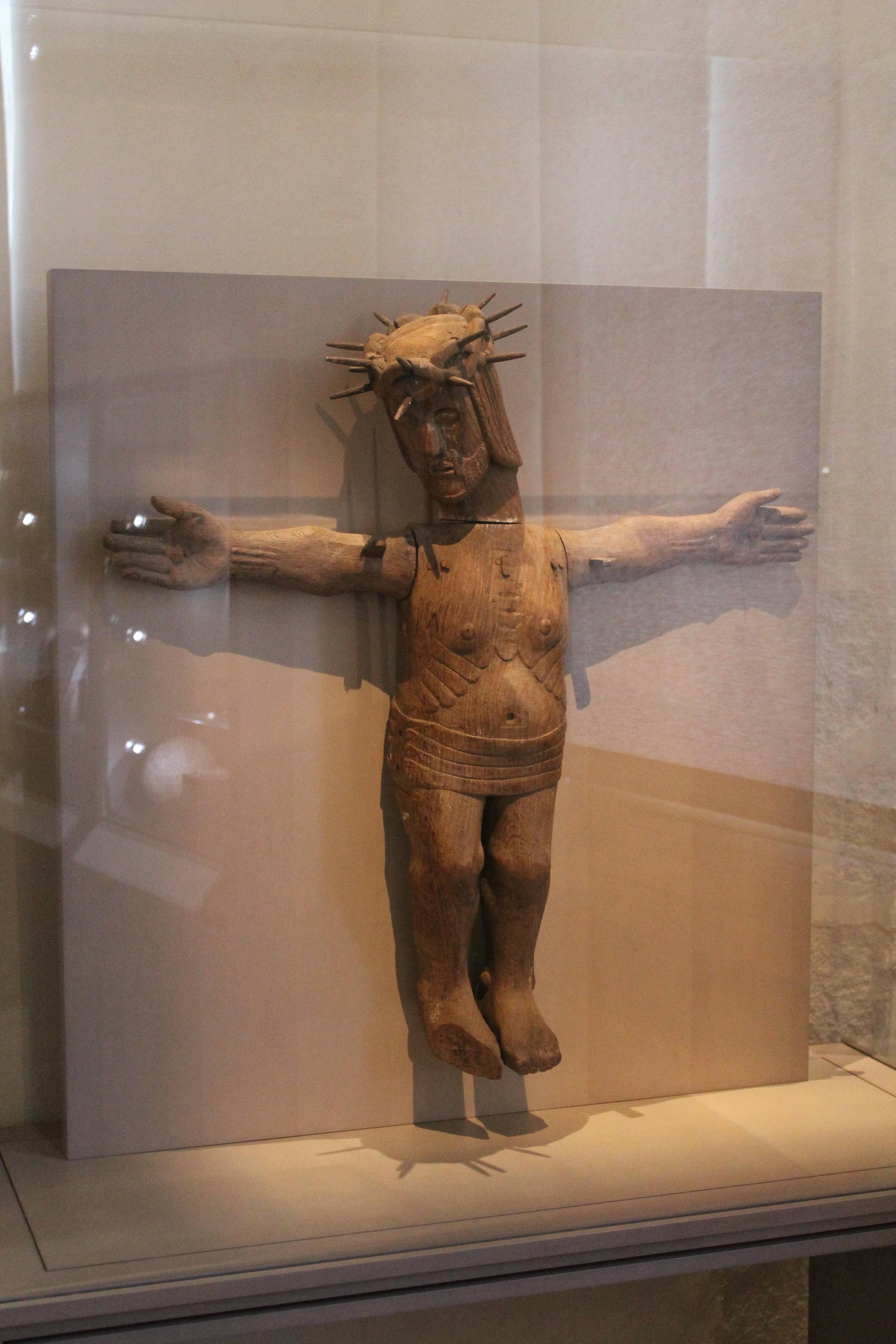
Museum: Christusbeeld uit de kapel Saint-Léonard (Mayenne)